# Wilhelm Steinitz
Wilhelm Steinitz (Praga, 14 de mayo de 1836-Nueva York, 12 de agosto de 1900) fue un ajedrecista austríaco, primer campeón del mundo oficial entre 1886, al vencer a Johannes Zukertort, y 1894, cuando fue derrotado por Emanuel Lasker. Desarrolló gran parte de su carrera en Estados Unidos donde falleció en un asilo mental cercano a Nueva York.
Steinitz no solo es importante en la historia del ajedrez por ser el primer campeón del mundo oficial, sino también como descubridor de muchos de los principios estratégicos en los que se basa el moderno juego posicional.

## Biografía

### Infancia y juventud (1836-1861)
Wilhelm Steinitz nació en 1836 en el gueto de Praga, ciudad que entonces pertenecía al Imperio austríaco, en una modesta familia de comerciantes de ferretería de la que era el noveno de trece hijos, aunque sus cuatro hermanos pequeños murieron en la infancia. Después de finalizar los estudios secundarios marchó a Viena para estudiar ingeniería en la Escuela Politécnica Superior. Viena era en aquel momento una ciudad con gran tradición y actividad ajedrecística y Steinitz pronto se interesó en el juego, que había aprendido con su padre. Sus progresos fueron rápidos y Steinitz, que se ganaba un buen dinero apostando en los cafés, abandonó sus estudios para dedicarse de lleno al ajedrez y se convirtió al poco tiempo en el jugador más fuerte de Viena.

### El inicio de su carrera (1862-1871)
La primera experiencia internacional de Steinitz fue en el torneo de Londres de 1862, ganado finalmente por Adolf Anderssen por delante de otros grandes jugadores de la época como Paulsen, MacDonnell o Blackburne. El resultado de Steinitz no fue malo, quedando sexto entre catorce participantes y obteniendo una sensacional victoria sobre Mongredien que le reportó el premio de belleza.
|       |       |       |       |       |       |       |       |    |  |
|       | a8 rd | b8    | c8    | d8 qd | e8    | f8 rd | g8 kd | h8 |  |
| a7 pd | b7 bd | c7 pd | d7 nd | e7 bd | f7    | g7    | h7 pd |    |  |
| a6    | b6 pd | c6    | d6    | e6    | f6    | g6 pd | h6    |    |  |
| a5    | b5    | c5    | d5 pd | e5 nl | f5    | g5    | h5    |    |  |
| a4    | b4    | c4    | d4 pl | e4    | f4 pl | g4 pd | h4    |    |  |
| a3    | b3    | c3    | d3 bl | e3 bl | f3    | g3    | h3 rl |    |  |
| a2 pl | b2 pl | c2 pl | d2    | e2 ql | f2    | g2    | h2 pl |    |  |
| a1 rl | b1    | c1    | d1    | e1    | f1    | g1 kl | h1    |    |  |
|       |       |       |       |       |       |       |       |    |  |

Después del prometedor comienzo Steinitz decidió instalarse en Londres, por aquel entonces una de las capitales ajedrecísticas del mundo, disputando con grandes resultados varios matches con destacados jugadores como Blackburne (+7 -1 =2), Deacon (+5 -1 =1) y el mismo Mongredien (+7 =1).
Sobre esta época, con 30 años, Steinitz se casó con Caroline Golder, de 19, y en 1867 nació su única hija, Flora. Flora falleció en 1888 y Caroline unos años más tarde en, 1892.
En 1866, retirado el genio estadounidense Morphy, un duelo entre Anderssen y Steinitz se podía considerar que decidiría cuál era el mejor jugador del mundo y, de hecho, así se considera hoy en día que sucedió cuando en un match sin tablas Steinitz se impuso por ocho victorias a seis.
Sin embargo los siguientes resultados de Steinitz no fueron lo suficientemente brillantes como para que su superioridad fuese aceptada incontestablemente por la comunidad ajedrecística. A finales de 1866 venció a Henry Bird (+7 -5 =5) aunque este, a pesar de que era un fortísimo jugador, había sido derrotado por Morphy por un más contundente +10 -1 =1. En el torneo de París de 1867 solo pudo ser tercero tras Kolisch y Winawer, mientras que ese mismo año no pasó del segundo puesto en Dundee, torneo ganado por Neumann. Finalmente quedó también segundo en el torneo de Baden-Baden de 1870 tras Anderssen, que además lo derrotó en sus dos encuentros individuales.

### Evolución del estilo posicional (1872-1885)
Fue este bache en su carrera lo que, en sus propias palabras, llevó a Steinitz a replantearse las bases de su juego. En la primera parte de su carrera, el ajedrez de Steinitz era similar al de sus contemporáneos Adolf Anderssen o Paul Morphy, caracterizado por rápidos ataques al rey y preferencia por aperturas de gambito. Pero gradualmente Steinitz fue desarrollando un estilo propio, que es la fundación del estilo posicional, sin el cual sería imposible comprender el ajedrez moderno. El estudio profundo de estos criterios posicionales fundamenta las bases de una sólida defensa, a la que Steinitz concedió gran importancia, y de los criterios para debilitar la posición contraria que justifican el inicio de un ataque correcto.

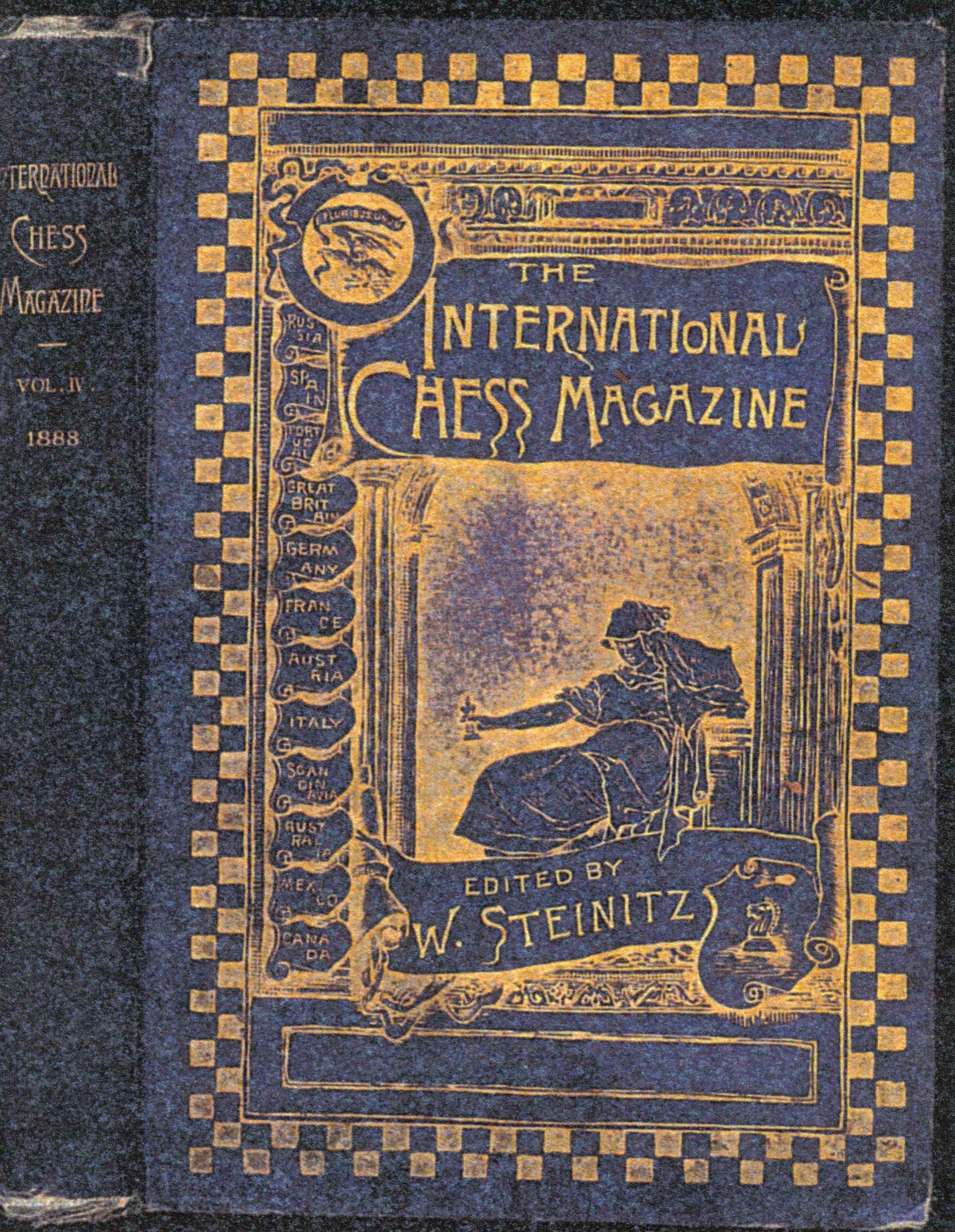
International Chess Magazine
Nueva York, 1888.

En 1872 Steinitz ganó el torneo internacional de Londres por delante de Blackburne y de una joven estrella en ascenso, Johannes Zukertort, a quien después derrotó fácilmente en un match (+7 -1 =4). Al año siguiente, en 1873, ganó también el torneo de Viena por delante de Blackburne y Anderssen. En 1876 derrotó nuevamente a Blackburne en un encuentro individual por un contundente +7, siendo la única interrupción en un largo periodo de inactividad en competición que se prolongaría hasta 1882. Mientras tanto se dedicó a su trabajo de comentarista en la revista The Field, a las exhibiciones de simultáneas y, sin duda, al estudio de nuevas estrategias que iban desde la apertura al medio juego y que hoy son clásicas, como las variantes «Steinitz» de la defensa francesa y de la apertura española.
En su retorno a la competición Steinitz se impuso en el torneo internacional de Viena de 1882 por delante de Zukertort, aunque este consiguió el mayor éxito de su carrera al año siguiente ganando el torneo de Londres y relegando a Steinitz a la segunda posición. Inmediatamente se planteó la posibilidad de un encuentro para decidir quién era el mejor jugador del mundo. La rivalidad entre ambos iba más allá del tablero hasta el punto de que Steinitz perdió su trabajo en The Field cuando el editor de la revista le cedió la columna de ajedrez a Zukertort. Como consecuencia, a finales de 1883 Steinitz emigró a Estados Unidos donde comenzó a publicar sus artículos y comentarios en el New York Tribune y en su propia revista, el International Chess Magazine.

### Campeón mundial (1886-1894)
Desaparecido Paul Morphy, fue en Estados Unidos donde se organizó el esperado duelo entre Steinitz y Zukertort, por primera vez con la consideración oficial como un encuentro por el título de Campeón del mundo de ajedrez. A propuesta de Steinitz se jugó a diez partidas ganadas, sin contar tablas, aunque en caso de igualdad a nueve el juego no continuaría sino que se consideraría empatado.
El match comenzó en Nueva York el 11 de enero de 1886 de forma desastrosa para Steinitz que, aunque ganó la primera partida, acto seguido sufrió cuatro derrotas consecutivas. Sin embargo el juego debía seguir en Saint Louis y Nueva Orleans (la ciudad natal de Morphy) y allí Steinitz, después de igualar 4-4, se impuso contundentemente por +10 -5 =5.
Posteriormente, en 1888, el Club de Ajedrez de La Habana se puso en contacto con Steinitz para que designara a un oponente para un nuevo match. Este eligió sin dudarlo al maestro ruso Mijail Chigorin y, reunida la bolsa necesaria, el encuentro se disputó en La Habana en 1889 al mejor de veinte partidas. Fue enormemente disputado, con solo unas tablas en la última partida, y finalizó con una clara victoria de Steinitz por 10,5-6,5.
El siguiente rival de Steinitz por el título mundial fue el maestro anglo-húngaro Isidor Gunsberg, quien después de empatar en 1890 un match con Chigorin en La Habana, retó a Steinitz. El encuentro se celebró en Nueva York entre 1890 y 1891, también al mejor de veinte partidas, y Steinitz conservó el título venciendo de forma menos apurada de lo que parece indicar el marcador final de 10,5-8,5.
|       |       |    |       |       |       |       |       |    |  |
|       | a8    | b8 | c8    | d8    | e8    | f8    | g8    | h8 |  |
| a7 pd | b7 pd | c7 | d7    | e7 rl | f7    | g7    | h7 pd |    |  |
| a6    | b6    | c6 | d6 bl | e6 nl | f6 kd | g6 bd | h6    |    |  |
| a5    | b5    | c5 | d5 pl | e5    | f5 pd | g5    | h5    |    |  |
| a4    | b4    | c4 | d4    | e4    | f4    | g4    | h4 pd |    |  |
| a3    | b3    | c3 | d3    | e3    | f3    | g3    | h3    |    |  |
| a2 pl | b2 pl | c2 | d2 rd | e2 rd | f2    | g2    | h2 pl |    |  |
| a1    | b1    | c1 | d1    | e1    | f1 rl | g1    | h1 kl |    |  |
|       |       |    |       |       |       |       |       |    |  |

En este momento Steinitz había publicado una famosa guía de aperturas, The Modern Chess Instructor, con ideas novedosas que también se reproducían en las revistas rusas de la época. Chigorin expresó su desacuerdo con las variantes de Steinitz y ambos jugaron sendas partidas por telégrafo en las que dirimieron sus diferencias sobre el gambito Evans y la defensa de los dos caballos. Chigorin ganó las dos partidas con gran estilo y la expectación fue tal que se despertó gran interés en muchos países por la celebración de un nuevo encuentro por el título mundial. San Petersburgo y La Habana presentaron ofertas y el campeón se decidió por esta última. La primera partida del match comenzó el 1 de enero de 1892, esta vez con el sistema de diez partidas ganadas, salvo en caso de empate a nueve que se resolvería venciendo tres partidas adicionales. La bolsa duplicaba la de su duelo con Zukertort y ascendía a 2000 dólares de la época.
El entendimiento general del ajedrez de Steinitz se sigue considerando hoy día superior, pero Chigorin era un jugador de enorme talento y el desenlace del campeonato no solo fue muy ajustado (+10 -8 =5) sino que la vigesimotercera y última partida se decidió por uno de los errores más increíbles ocurridos en un match por el título mundial.

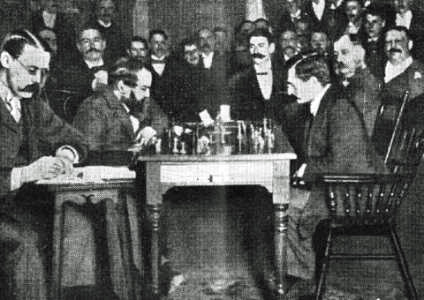
Steinitz (izquierda) y Lasker (derecha)
Campeonato del mundo, Estados Unidos (1894).

En esta época Steinitz se acercaba a los sesenta años y, además de Chigorin, había otros jugadores de una nueva generación con ansias de disputarle el título de campeón del mundo. El primero de ellos era el doctor en medicina Siegbert Tarrasch, famoso por un sólido estilo posicional más similar al de Steinitz que al del brillante Chigorin, al que retó a un match que se disputó en 1893 en San Petersburgo. Tarrasch, confiado en la superioridad de su juego, esperaba derrotar a Chigorin lo que lo convertiría en un obvio aspirante al trono de Steinitz; sin embargo solo pudo empatar +9 -9 =4 tras una durísima competencia.
Quien finalmente disputó el título a Steinitz fue Emanuel Lasker quien, después de una gira en 1892 y 1893 por Estados Unidos, le propuso el desafío a Steinitz. Este aceptó y el match se jugó en la primavera de 1894 en Nueva York, Filadelfia y Montreal. Hasta la séptima partida el marcador iba igualado, pero después de ser derrotado en una complicadísima posición, Steinitz, que no estaba bien de salud, perdió otras cuatro partidas consecutivas para terminar cediendo el título por un claro +10 -5 =4. Lasker dominaría el ajedrez mundial hasta 1921 cuando el genio cubano José Raúl Capablanca tomaría el relevo.

### Los años finales (1895-1900)
|       |       |       |       |       |       |       |       |    |  |
|       | a8 rd | b8    | c8 rd | d8    | e8 kd | f8    | g8    | h8 |  |
| a7 pd | b7 pd | c7    | d7 qd | e7 nd | f7    | g7    | h7 pd |    |  |
| a6    | b6    | c6    | d6    | e6    | f6 pd | g6 pd | h6    |    |  |
| a5    | b5    | c5    | d5 pd | e5    | f5    | g5 nl | h5    |    |  |
| a4    | b4    | c4    | d4    | e4    | f4    | g4 ql | h4    |    |  |
| a3    | b3    | c3    | d3    | e3    | f3    | g3    | h3    |    |  |
| a2 pl | b2 pl | c2    | d2    | e2    | f2 pl | g2 pl | h2 pl |    |  |
| a1    | b1    | c1 rl | d1    | e1 rl | f1    | g1 kl | h1    |    |  |
|       |       |       |       |       |       |       |       |    |  |

Steinitz cedió el título y ya no obtendría más grandes triunfos. Así, en el torneo de Hastings de 1895 solo pudo ser quinto tras Pillsbury, Chigorin, Lasker y Tarrasch, pero su victoria contra Bardeleben se sigue recordando como una de las más bellas de la historia del ajedrez.
Unos meses después quedaría segundo por detrás de Lasker en un torneo cuadrangular a seis vueltas celebrado en San Petersburgo, dejando por detrás a Pillsbury y Chigorin. Aunque seguía obteniendo buenas clasificaciones se veía superado por los jugadores jóvenes, y solo pudo conseguir el sexto puesto en el supertorneo de Núremberg (1896). A finales de 1896 y principios de 1897, en Moscú, perdió el primer match revancha de la historia, comenzando el encuentro con cuatro derrotas consecutivas. Su salud también se resentía hasta el punto que estuvo todo un mes hospitalizado. Finalmente Lasker se impuso por un claro +10 -2 =5.
Incluso sin fuerzas consiguió un cuarto puesto en el torneo de Viena de 1898 y, al año siguiente, disputó el último torneo de su vida en Londres sin conseguir entrar en los premios. Allí jugó su última partida contra David Janowsky ante el que consiguió también la última de sus muchas victorias.
Después de esto regresó a Estados Unidos, pero sus problemas de salud y mentales eran graves —parece ser que se imaginaba jugando eléctrica o telegráficamente contra Lasker o contra Dios mismo— y murió en un hospital psiquiátrico de la isla de Ward, en Nueva York.
Su legado ajedrecístico fue enorme. Tarrasch, Lasker, Pillsbury, Schlechter, Maróczy, Rubinstein, Capablanca, Alekhine o incluso más tarde Euwe fueron ejemplos de  jugadores, incluidos todos los campeones mundiales posteriores, para los que las enseñanzas de Wilhelm Steinitz fueron fundamentales.
| Predecesor: Ninguno | Campeón del mundo de ajedrez 1886-1894 | Sucesor: Emmanuel Lasker |